# Saint-Georges-de-Rex
Saint-Georges-de-Rex – miejscowość i gmina we Francji, w regionie Nowa Akwitania, w departamencie Deux-Sèvres.
Według danych na rok 1990 gminę zamieszkiwało 391 osób, a gęstość zaludnienia wynosiła 22 osób/km² (wśród 1467 gmin regionu Poitou-Charentes Saint-Georges-de-Rex plasuje się na 635. miejscu pod względem liczby ludności, natomiast pod względem powierzchni na miejscu 474.).